# Echinopsole
Echinopsole (Macnae, 1954) è un genere di molluschi nudibranchi della famiglia Facelinidae.

## Tassonomia
Il genere comprende due specie:
- Echinopsole breviceratae Burn, 1962
- Echinopsole fulvus Macnae, 1954 - specie tipo